# Медаль «За оборону Сталінграда»
Меда́ль «За оборо́ну Сталінгра́да» — медаль, державна нагорода СРСР. Введена указом Президії Верховної Ради СРСР 22 грудня 1942 року. Автор медалі — художник Москалев.

## Опис
Медаль «За оборону Сталінграда» має форму правильного круга діаметром 32 мм, виготовлена з латуні.
На лицьовому боці медалі зображена група бійців з гвинтівками наперевіс. Праворуч — розгорнутий прапор, ліворуч — два танки і чотири літаки. У верхній частині медалі — п'ятикутна зірка і напис «За оборону Сталинграда».
На зворотному боці медалі — напис «За нашу Советскую Родину», зображення серпа і молота. Усі написи та зображення на медалі — випуклі.
Медаль за допомогою вушка і кільця з'єднується з п'ятикутною колодочкою, обтягнутою шовковою муаровою стрічкою оливкового кольору шириною 24 мм. По центру стрічки — подовжня смужка червоного кольору шириною 2 мм.

## Нагородження медаллю
Медаллю «За оборону Сталінграда» нагороджувалися військовослужбовці Радянської Армії, Військово-морського флоту та військ НКВС, а також цивільні особи, які брали безпосередню участь в обороні Сталінграда протягом 12 липня — 19 листопада 1942 року (початкові етапи Сталінградської битви).
Медаль носиться на лівій стороні грудей, за наявності у нагородженого інших медалей СРСР розташовується після медалі «За оборону Севастополя».
Станом на 1 січня 1995 року медаллю «За оборону Сталінграда» було проведено приблизно 759 560 нагороджень.